# San Antonio de Padua
San Antonio de Padua is een plaats in het Argentijnse bestuurlijke gebied Merlo in de provincie Buenos Aires. De plaats telt 37.755 inwoners.

## Galerij

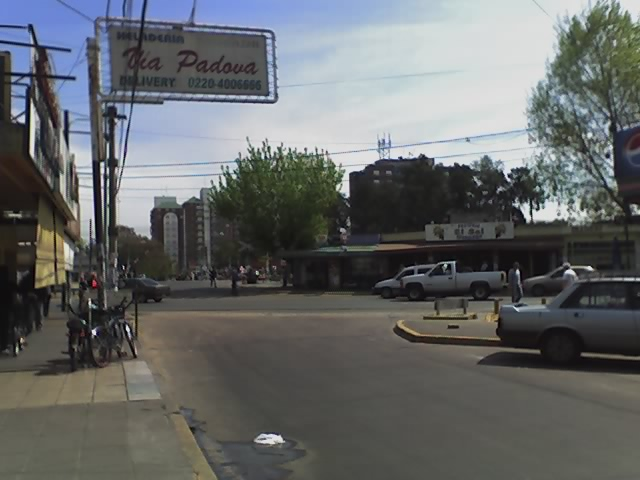
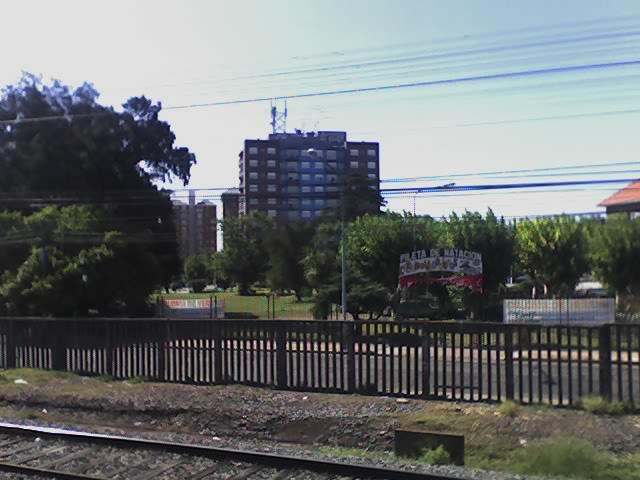
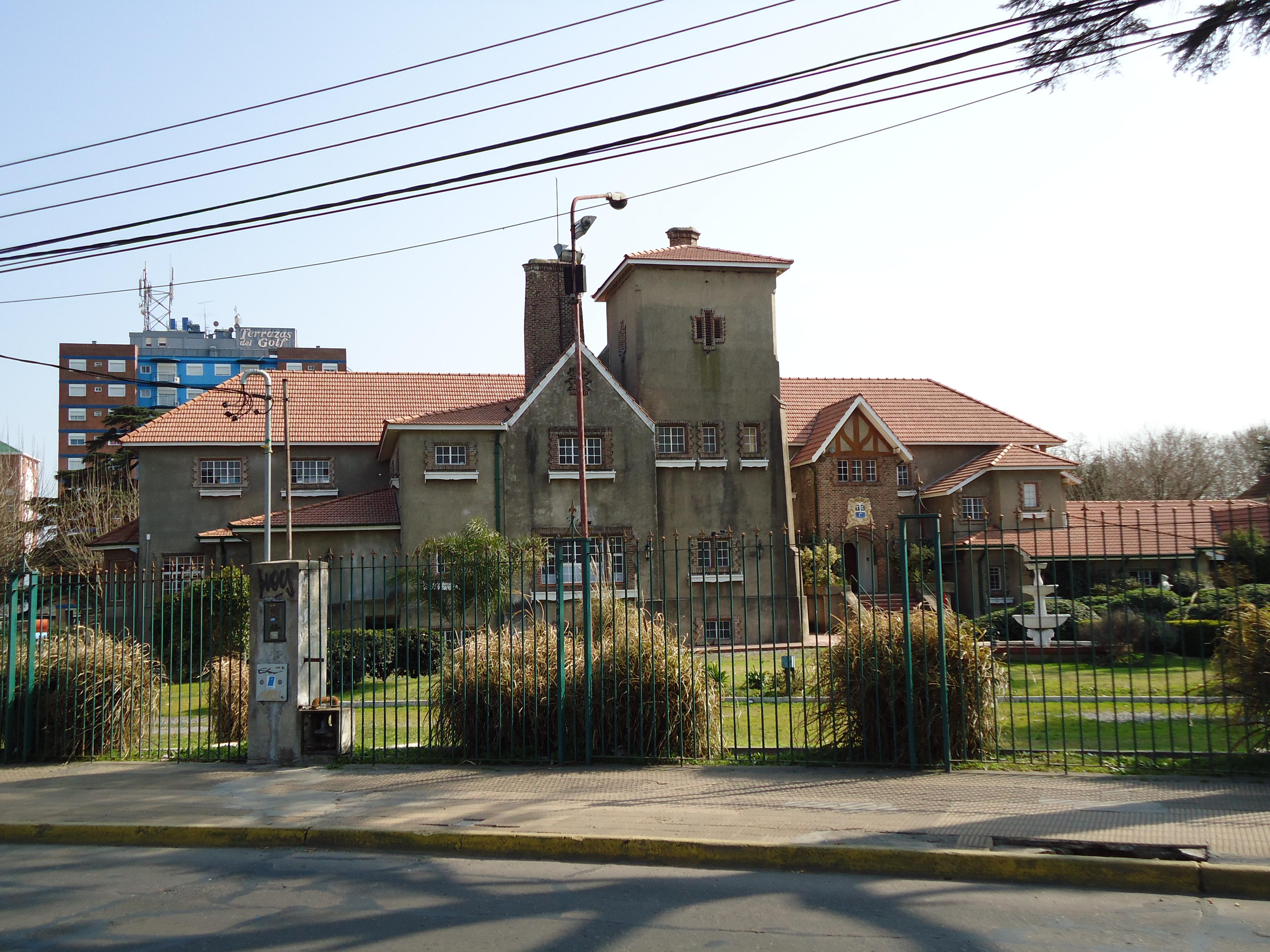
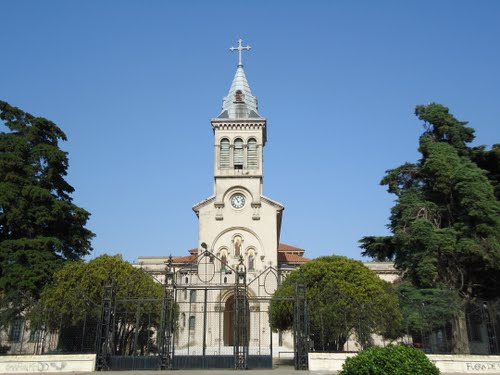